# 1187
Năm 1187 là một năm trong lịch Julius.